# Inga Lindström: Sommertage am Lilja-See
Sommertage am Lilja-See ist ein deutscher Fernsehfilm von John Delbridge aus dem Jahr 2006. Er ist Bestandteil des ZDF-Herzkino-Sonntagsfilms und der 17. Film der Inga-Lindström-Reihe nach der gleichnamigen Erzählung von Christiane Sadlo. Die Hauptrollen sind mit Christina Rainer, Jochen Horst, Jytte-Merle Böhrnsen und Volker Lechtenbrink besetzt.

## Handlung
Hanna Andersson betreibt einen Käseladen in Stockholm, wo sie Besuch von Per Nordenfeldt erhält, der Elchkäse produziert und neue Abnehmer sucht. Sie findet den Mann auf Anhieb sympathisch und ihre Mitarbeiterin Elke findet danach sogar, dass sie unverhohlen mit ihm geflirtet hat. Hanna geht aber nicht darauf ein, denn sie hat es eilig, weil sie ihren Mann, der von einer Geschäftsreise zurückkehrt, am Bahnhof abholen will. Die gemeinsame Tochter Lina ist auf einem Ausflug mit ihrer Abiturklasse im Bus unterwegs. Als Hanna am Bahnhof ankommt, muss sie feststellen, dass ihr Mann nicht alleine weg war, er hat erneut ein Verhältnis angefangen. Als sie ihn zu Hause zur Rede stellen will, erreicht sie ein Anruf ihrer Tochter, der Bus ist von der Straße abgekommen und in den See gerutscht. Glücklicherweise konnten alle gerettet werden. Hanna fährt sofort nach Kungsholt, um Lina abzuholen.
Vor Ort angekommen gefällt es ihr und Lina so gut, dass sie sich entschließen, ein paar Tage Ferien anzuhängen. Man empfiehlt ihr, bei Greta Hamsun im Fischlokal vor Ort nach einem Haus nachzufragen. Lina möchte zudem den Retter, der ihr Tagebuch aus dem See gefischt hat, wieder finden, um ihm zu danken. Als sie danach mit den Fahrrädern die Gegend erkunden, kommen sie an einer Farm vorbei, auf der es auch Elche hat. Die Farm gehört, wie Hanna schon vermutet hat, Per Nordenfeldt. Er lebt dort mit seiner Cousine Henrike, die gar keine Freude am Besuch von Hanna hat. Denn sie möchte gerne, dass Per mit Greta zusammenkommt. Sie sind die Besitzer des Restaurants, das sie an Greta verpachtet haben.
Als Hanna und Lina am nächsten Tag wieder am See unterwegs sind, treffen sie auf den Unbekannten, der beim Busunfall geholfen hatte. Hanna hatte ihn schon bei der Anreise kennen gelernt, als sie sich auf dem Weg nach Kungsholt verfahren hatte. Irgendwie ist er komisch und behauptet, er mache nur ein paar Tage Urlaub und habe sonst auch keine Zeit. Per lädt Hanna zu einer Käsedegustation ein, als er kurz ins Haus geht, kommt Henrike vorbei und stellt sich vor. Hanna meint, sie sei die Frau von Per und geht. Auf der Flucht vor ihm kommt sie in ein Gewitter und der unbekannte Mann bietet ihr ein Dach über dem Kopf an. Kurz danach trifft sie wieder auf Per und er klärt das Missverständnis mit Henrike auf. Er lädt sie zu einem romantischen Essen ein. Zur gleichen Zeit treibt sich der unbekannte Mann bei der Farm herum; als jemand kommt, flüchtet er und schließt das Gatter des Elchgeheges nicht mehr richtig.
In der Zwischenzeit ist Hannas Mann Sten überraschend in Kungsholt aufgetaucht und will seine Ehe retten. Zufälligerweise kommt Greta dazu und wittert dadurch natürlich ihre Chance, doch noch mit Per zusammenzukommen. Sie empfiehlt dem Paar eine Bootstour mit einem Kajak. Per erfährt, dass die Elche aus dem Gehege geflüchtet sind, und macht sich auf die Suche. Auch der Unbekannte, der Carl heißt, sucht sie, denn er hat ein schlechtes Gewissen. Zufällig trifft er dabei auf Hanna, die mit ihrem Mann auf einer Insel picknicken will. Sie finden zusammen die Elche und verständigen die Polizei. Als Hanna wieder zu Sten zurückkehrt, ist ihr klar geworden, dass sie keine Zukunft für ihre Beziehung mehr sieht. Sie umarmen sich ein letztes Mal, was Per zufälligerweise mit dem Fernglas beobachtet.
Wieder zurück, geht Hanna bei Carl vorbei, er ist am Packen und will Kungsholt verlassen. Sie sieht zufälligerweise ein Bild von Carl und Per und fragt ihn, was es damit auf sich habe. Er gibt sich als Vater von Per zu erkennen und erklärt ihr, weshalb er vor vielen Jahren abgehauen ist. Hanna will, dass Per sich mit seinem Vater trifft, aber als sie auf der Farm nach ihm sucht, wimmelt Henrike sie ab. Greta bekommt dies zufällig mit und sagt es Per. Als er zu seinem Vater kommt, sieht er, wie er Hanna umarmt. Per läuft wieder davon, weil sein Vater damals ein Verhältnis mit seiner Frau angefangen hat, als er nicht da war. Nun meint er, die Geschichte wiederhole sich. Schließlich raufen sich die beiden Männer mit der Hilfe von Henrike wieder zusammen.
Hanna und Lina sind in der Zwischenzeit nach Stockholm zurückgekehrt. Henrike hat ein schlechtes Gewissen und ruft bei Hanna an. Sie erklärt Lina am Telefon die Situation und bittet sie, Hanna zu sagen, es sei nicht so wie es aussehe. Lina überredet ihre Mutter, nochmals nach Kungsholt zu fahren. Auch Carl redet auf seinen Sohn ein, doch er hat Skrupel, weil Hanna noch verheiratet ist. Schließlich entscheidet er sich doch, zu Hanna nach Stockholm zu fahren. Doch das muss er nicht mehr tun, denn Hanna ist in der Zwischenzeit schon auf der Farm angekommen.

## Hintergrund
Sommertage am Lilja-See wurde vom 29. Juni bis zum 27. Juli 2006 an Schauplätzen in Schweden gedreht. Produziert wurde der Film von der Bavaria Fiction GmbH.

## Rezeption

### Einschaltquote
Die Erstausstrahlung im Free-TV erfolgte am 18. Februar 2007 zur Primetime im ZDF. Der Film wurde von 7,33 Millionen Zuschauern bei 20,2 Prozent Marktanteil gesehen. In der werberelevanten Zielgruppe lag der Marktanteil bei 9,5 Prozent.

### Kritiken
Die Kritiker der Fernsehzeitschrift TV Spielfilm zeigten mit dem Daumen nach unten und fassten den Film mit den Worten „Der übliche Quark, heute aus Elchkäse“ kurz zusammen.